# Demokratyczna Zmiana

Logo

Demokratyczna Zmiana (hiszp. Cambio Democrático) – centrolewicowa partia polityczna w Salwadorze. Została założona przez byłych członków Partii Chrześcijańsko-Demokratycznej, FMLNu oraz Zjednoczonego Centrum Demokratycznego.
W wyborach parlamentarnych w 2006 roku Demokratyczna zmiana zdobyła 3,1% głosów i wprowadziła do parlamentu 2 swoich przedstawicieli. Natomiast w ostatnich wyborach parlamentarnych zdobyła 2,12% głosów uzyskując 1 mandat w Zgromadzeniu Ustawodawczym.